# ハイパーリンク

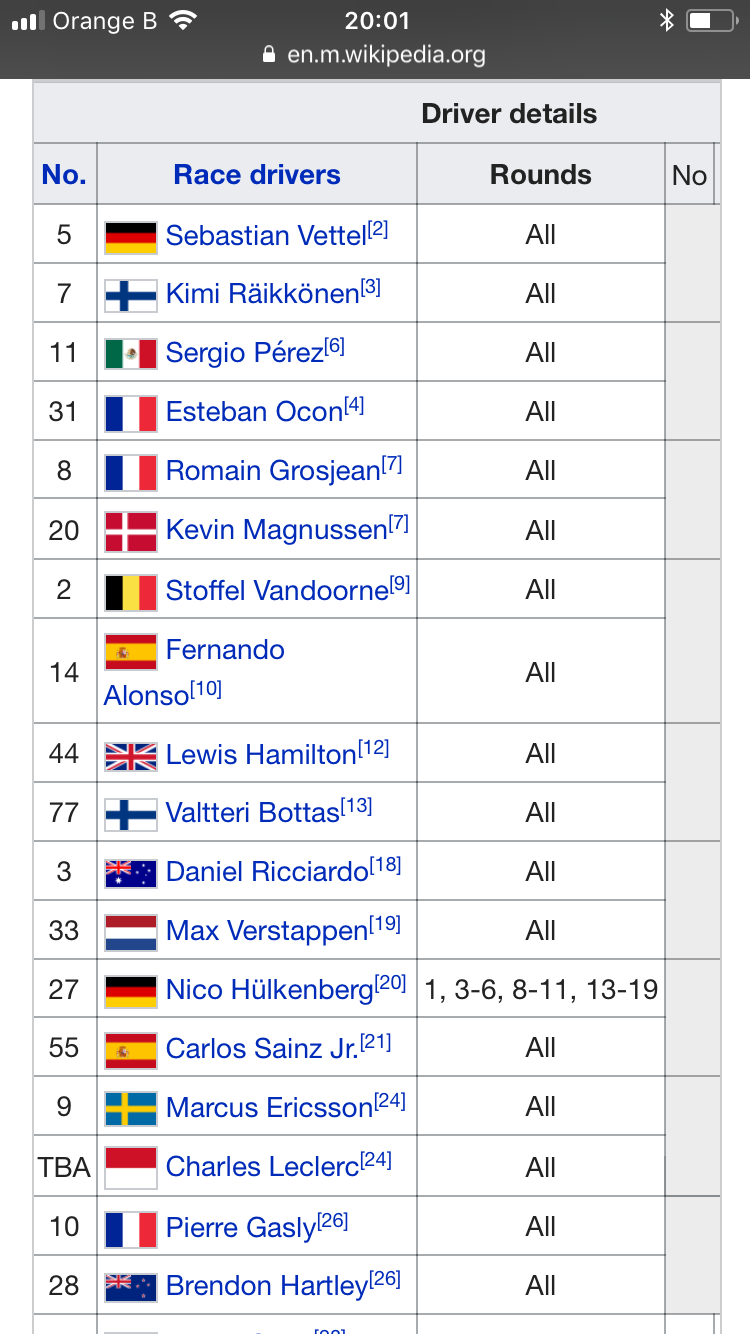
ウィキペディアにおいて、MediaWikiの機能で設けられたハイパーリンク

ハイパーリンク（英: Hyperlink）とは、ハイパーテキストにおいて、複数の文書を結び付ける役割を担う「参照」である。ハイパーテキストの根幹をなす。単に「リンク」とも呼ばれる。
最もよく使われているであろうとされるリンクは、World Wide Web（WWW）におけるUniform Resource Locator（URL）によるものである。

## HTMLによるハイパーリンク
HyperText Markup Language（HTML）で記述されたウェブページでは、次の様にa要素（アンカー要素）を用いる（Extensible HyperText Markup Language（XHTML）においても同様）。
```
<
a
 
href
=
"https://ja.wikipedia.org/"
>
Wikipedia
</
a
>

```

以上の記述によって、以下の様なリンクが生成される。
Wikipedia

## ハイパーリンクと法律

### ハイパーリンクと著作権
WWWにおけるリンクは、当該文書の存在位置と閲覧方法を示す情報に過ぎないため、通常の使用方法であればリンクを設置する行為は著作権法による制限を受けることなく自由である。ところが、日本の一部のマスメディア（新聞社やテレビ局など）のウェブサイトでは、かつて、記事へのリンクが著作権侵害にあたるという見解を表明しているものがあった。これは文化庁の見解と対立する上に、インターネット共同体にはこれを批判する意見もあった。
最近では、基本的にリンクを自由としつつ、リンクの仕方によっては著作者人格権（同一性保持権）などの侵害になることがあるとの見解を示しているマスメディアが多い。

### ハイパーリンクと判例
以下のような判例が存在する。

#### 大阪FLMASK事件
画像を可逆的にマスキングする事のできるソフトウェア「FLMASK」の作者が、自身のウェブサイトから同ソフトウェアでマスキングした猥褻画像を公開していたウェブサイトにハイパーリンクを行ったことで、猥褻図画公然陳列の幇助罪に問われた。同作者が控訴しなかったため、第一審での有罪判決が確定している。
詳細は、大阪地方裁判所（大阪地裁）平成9年 （わ）第1619号わいせつ図画公然陳列幇助被告事件の判決文を参照のこと。

### URL判決
児童ポルノのURLを直接リンクではなくアドレスを言い換えるなどして偽装して紹介したことで児童ポルノ公然陳列罪に問われた被告に対し、幇助ではなく正犯として児童ポルノ公然陳列罪の成立が認められるとの判決が最高裁で出ている。すなわち、違法なファイルそのものや直接リンクですらなくても、URLを紹介しただけでファイルのアップロード者と同等の罪に問われる。
詳細は大阪高等裁判所 平成21年(あ)第2082号の判決文を参照のこと。判例時報2166号142頁に記載。